# Zermezeele
Zermezeele település Franciaországban, Nord megyében. Lakosainak száma 245 fő (2022. január 1.). Zermezeele Ledringhem, Arnèke, Hardifort, Wemaers-Cappel és Wormhout községekkel határos.

## Népesség
A település népessége az elmúlt években az alábbi módon változott:
| Lakosok száma | 193  | 200  | 215  | 223  | 225  | 228  | 231  | 238  | 245  |
|               | 2013 | 2015 | 2016 | 2017 | 2018 | 2019 | 2020 | 2021 | 2022 |